# Wang Zongyuan
Wang Zongyuan (chinesisch 王宗源, Pinyin Wáng Zōngyuán; * 24. Oktober 2001 in Xiangyang) ist ein chinesischer Wasserspringer.

## Sportliche Laufbahn
Wang Zongyuan sprang bei den Schwimmweltmeisterschaften 2019 in Gwangju zu Gold vom 1-Meter-Brett.
Er gewann bei den Olympischen Spielen 2020 in Tokio gemeinsam mit Xie Siyi die Goldmedaille im Synchronspringen vom 3-Meter-Brett. Hinter seinem Synchronpartner gewann er im Einzel Silber.
Bei den Olympischen Spielen 2024 in Paris wiederholte er sowohl die Goldmedaille im Synchronspringen als auch die Silbermedaille im Einzel.